# アニッシュ・カプーア
アニッシュ・カプーア（Anish Kapoor、1954年3月12日 - ）は、インド、ボンベイ（現ムンバイ）出身の現代彫刻家。

## 人物
カプーアの母はバグダードのユダヤ人共同体出身のユダヤ人で、父はパンジャーブの家系に生まれたインド海軍の水路学者だった。カプーアは1954年に生まれデヘラードゥーンで教育を受けた後、1971年から1973年にかけてイスラエルに渡りキブツで働きながら電気工学を学び、イギリスに移ってロンドンのホーンゼイ芸術大学（Hornsey College of Art, 現在のミドルセックス大学）、チェルシー・カレッジ・オブ・アート・アンド・デザインで学んだ。トニー・クラッグ、リチャード・ディーコンらとともに、1980年代初頭のニュー・ブリティッシュ・スカルプチャーと呼ばれる新しい彫刻の傾向の代表的作家のひとりと数えられるようになった。1990年、ヴェネツィア・ビエンナーレではイギリス代表として出展し2000年賞を受賞した。また翌1991年、ターナー賞を受賞している。
彼の個展はロンドンのテート・モダンやヘイワード・ギャラリー、スイスのバーゼルにあるクンストハレ、スペイン・マドリードのソフィア王妃芸術センター、カナダのオタワ、ベルギー、フランスのボルドー、ブラジル、ニューヨーク近代美術館、イタリアのミラノ、ビルバオのグッゲンハイム、オランダなどで開かれたことがある。また、日本では名古屋市にあったコオジオグラギャラリーで早くから発表していた為名古屋市美術館に個人蔵の作品が寄託されているほか、金沢21世紀美術館など各地の美術館に作品が恒久設置されている。また、宝飾メーカーのブルガリから「B.zero1」と名付けられたアクセサリーのシリーズを出している。
2003年、大英帝国勲章CBEを受章した。
パブリックアートの仕事も多い。シカゴの市街地には『クラウド・ゲート』というステンレス製の大作が設置されている。東京都立川市の安田火災ビル北側にも「山」という作品がある。2012年のロンドン・オリンピックにあたっては、
オリンピック・パークに建つ高さ115メートルの展望塔で、イギリスでも最大のパブリックアート作品である『アルセロール・ミッタル・オービット』を設計した。
2015年8月、中国新疆ウイグル自治区カラマイ市の巨大なステンレス製オブジェがクラウド・ゲートの盗作であるとして訴える意向を示した。

## パブリックコレクション
- 名古屋市美術館
- 金沢21世紀美術館 「世界の起源」
- ファーレ立川(安田火災ビル北側) 「山」
- 福岡市美術館 「虚ろなる母」

## ギャラリー

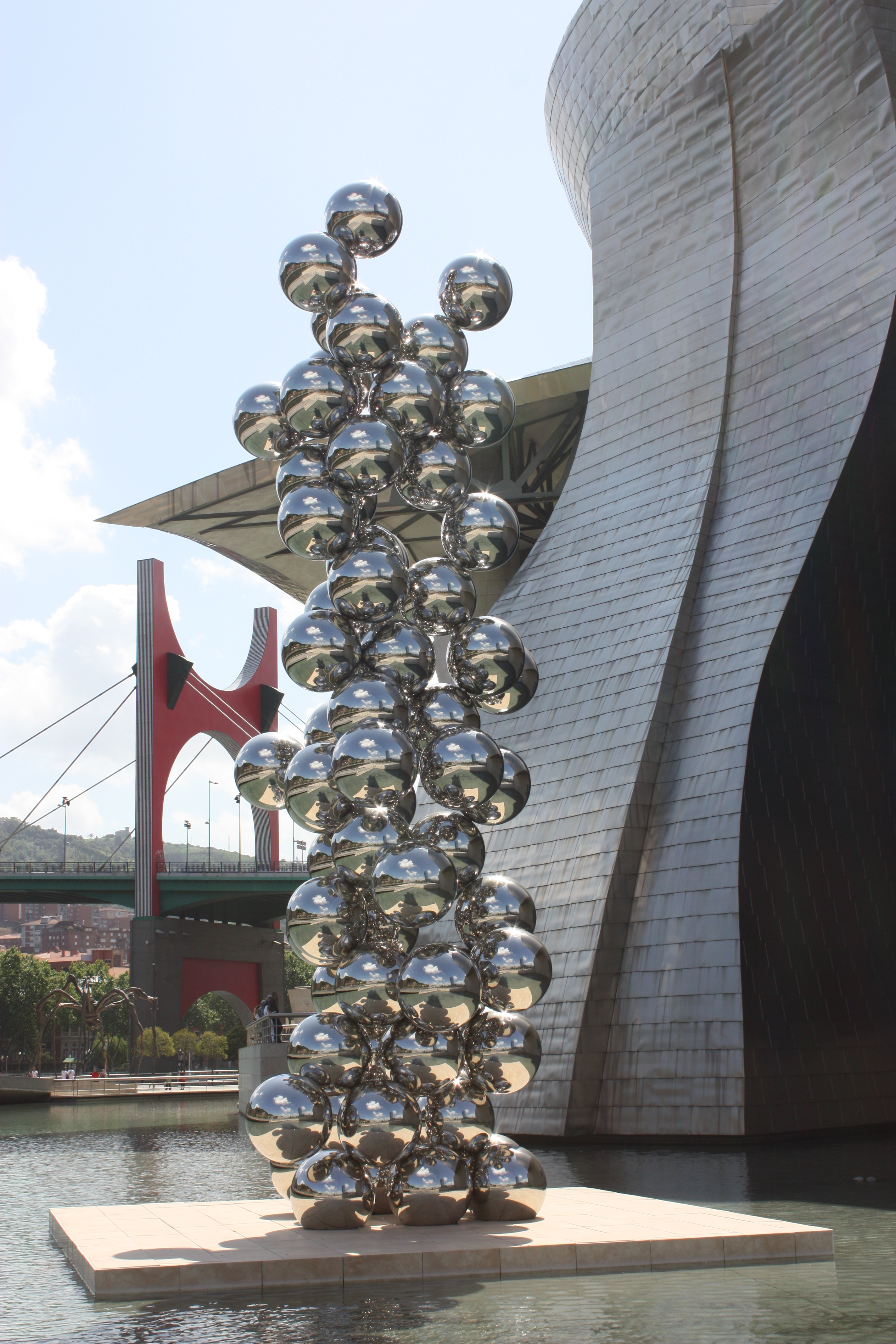
『Tall Tree and the Eye』ビルバオ・グッゲンハイム美術館
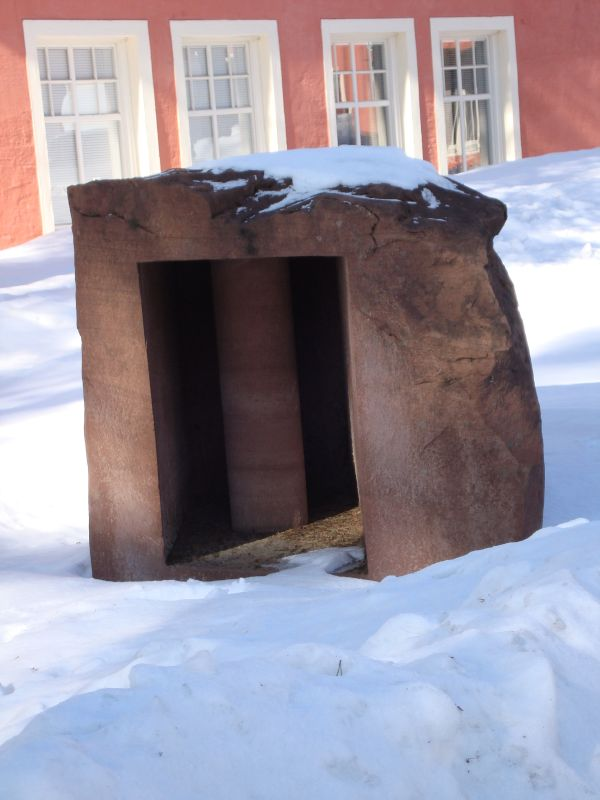
『Pillar of Light』1991年、ウメオ彫刻公園
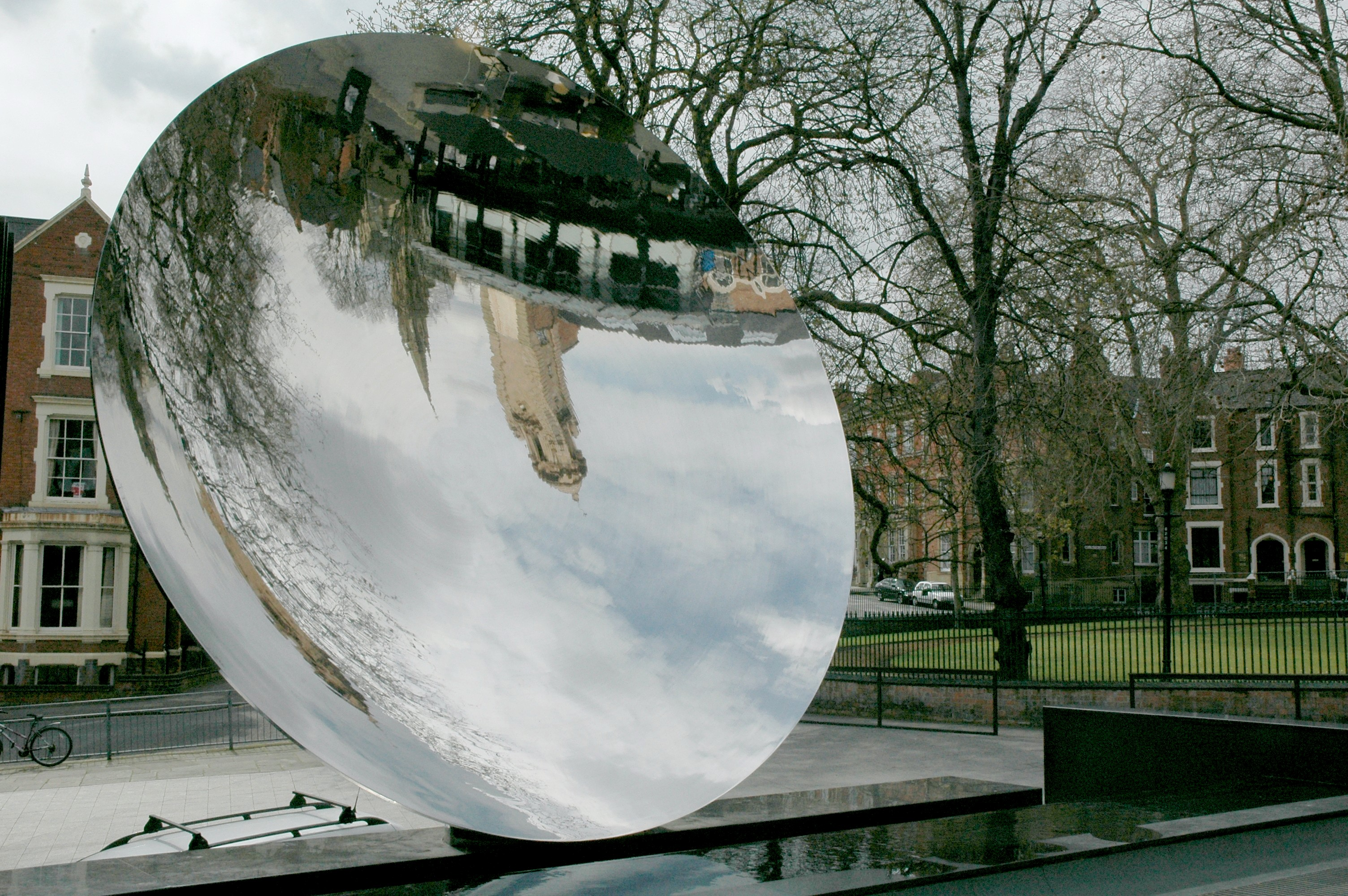
『Sky mirror』ノッティンガム
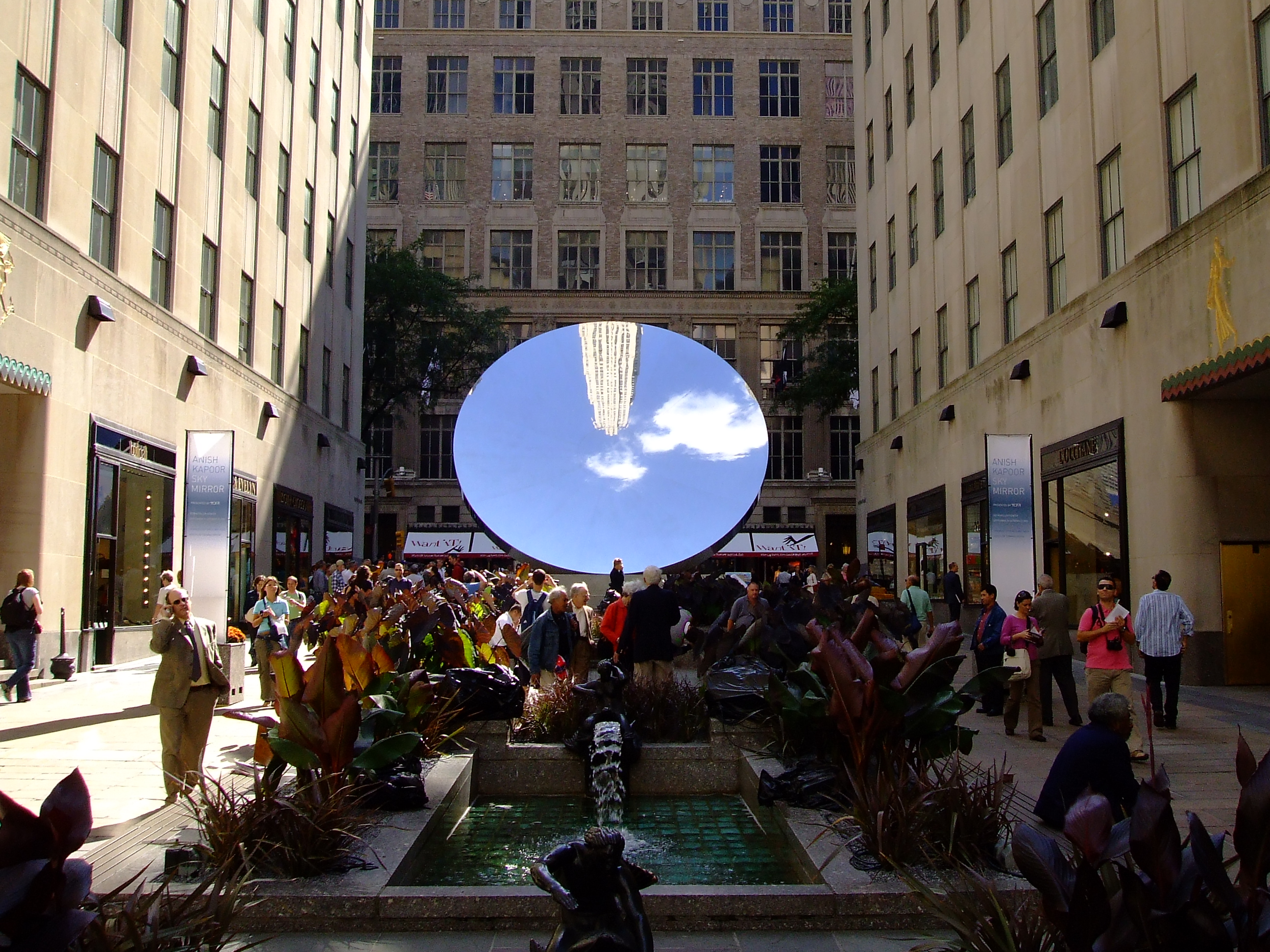
『Sky mirror』ニューヨーク
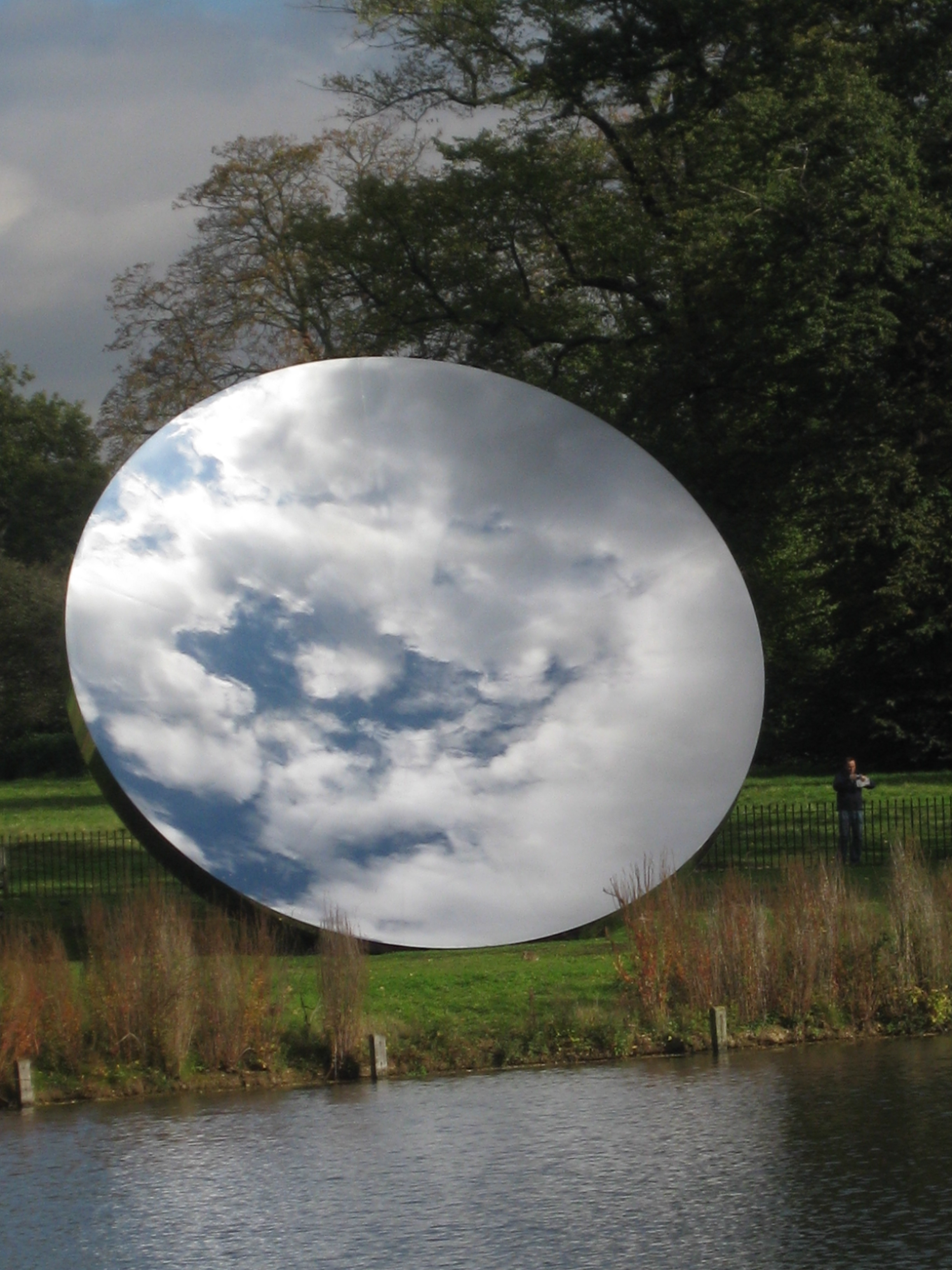
『Sky mirror』ケンジントン・ガーデンズ